# Mikhaïl Dragomirov
Pour les articles homonymes, voir Dragomirov.

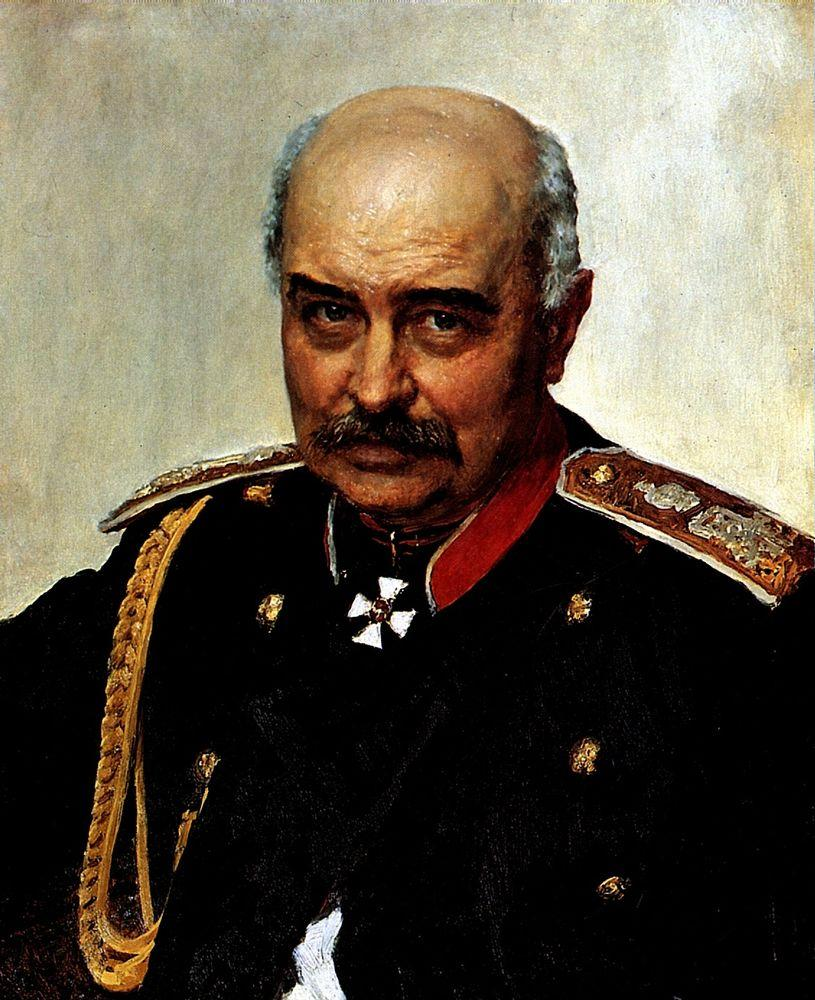
Dragomirov par Ilia Répine

Mikhaïl Ivanovitch Dragomirov (en russe : Михаил Иванович Драгомиров), né le 8 novembre 1830 (20 novembre dans le calendrier grégorien) à Konotop, oblast de Soumy, Ukraine et mort le 15 octobre 1905 (28 octobre dans le calendrier grégorien) également à Konotop, est un général et écrivain militaire russe.

## Biographie
Mikhaïl Ivanovitch Dragomirov naît le 8 novembre 1830 (20 novembre dans le calendrier grégorien) à Konotop, gouvernement de Tchernigov, Empire russe.
Dragomirov est sélectionné pour étudier à l'académie militaire impériale à Saint-Pétersbourg, où il est ensuite professeur de tactique.
Après avoir été nommé colonel en 1861, il prend part comme attaché militaire à la guerre allemande de 1866, est nommé major-général en 1868 et chef de l'état-major à Kiev et ensuite commandant de la 14e Division.
Pendant la guerre russo-turque de 1877-1878 Dragomirov conduit l'avant-garde et se distingue par le franchissement du Danube pendant la bataille de Svishtov. Après la guerre, il devient directeur de l'Académie militaire de l’état-major général, en 1889 général d'infanterie et commandant général du district militaire de Kiev. À partir de 1898, il est aussi gouverneur général de Kiev. Il occupe ces deux fonctions jusqu'en septembre 1903. Immédiatement après, il est nommé membre du Conseil d’État de l'Empire russe.

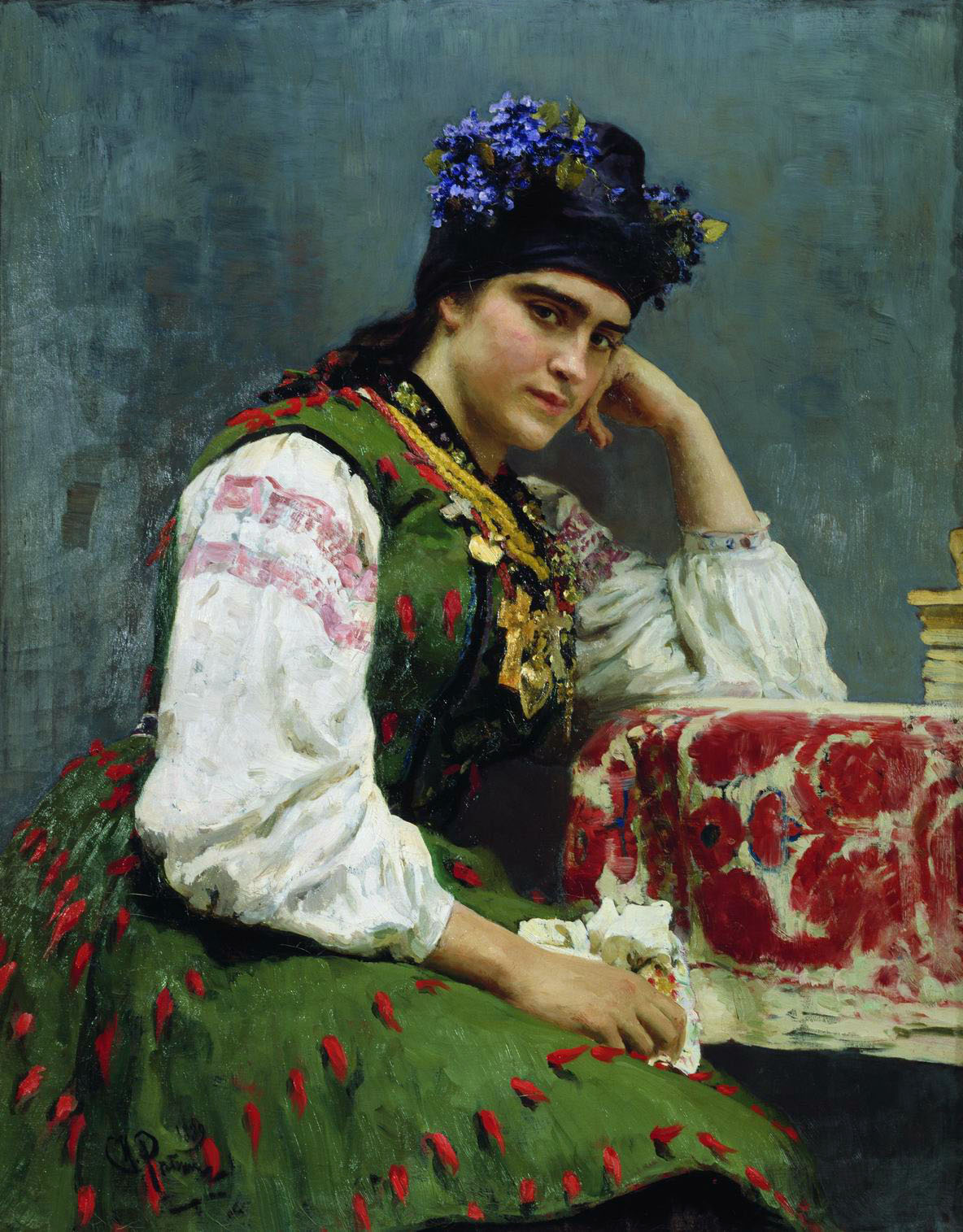
Portrait de Sophia Dragomirova
Ilia Repine, 1889
Palais Mikhaïlovski, Saint-Petersbourg.

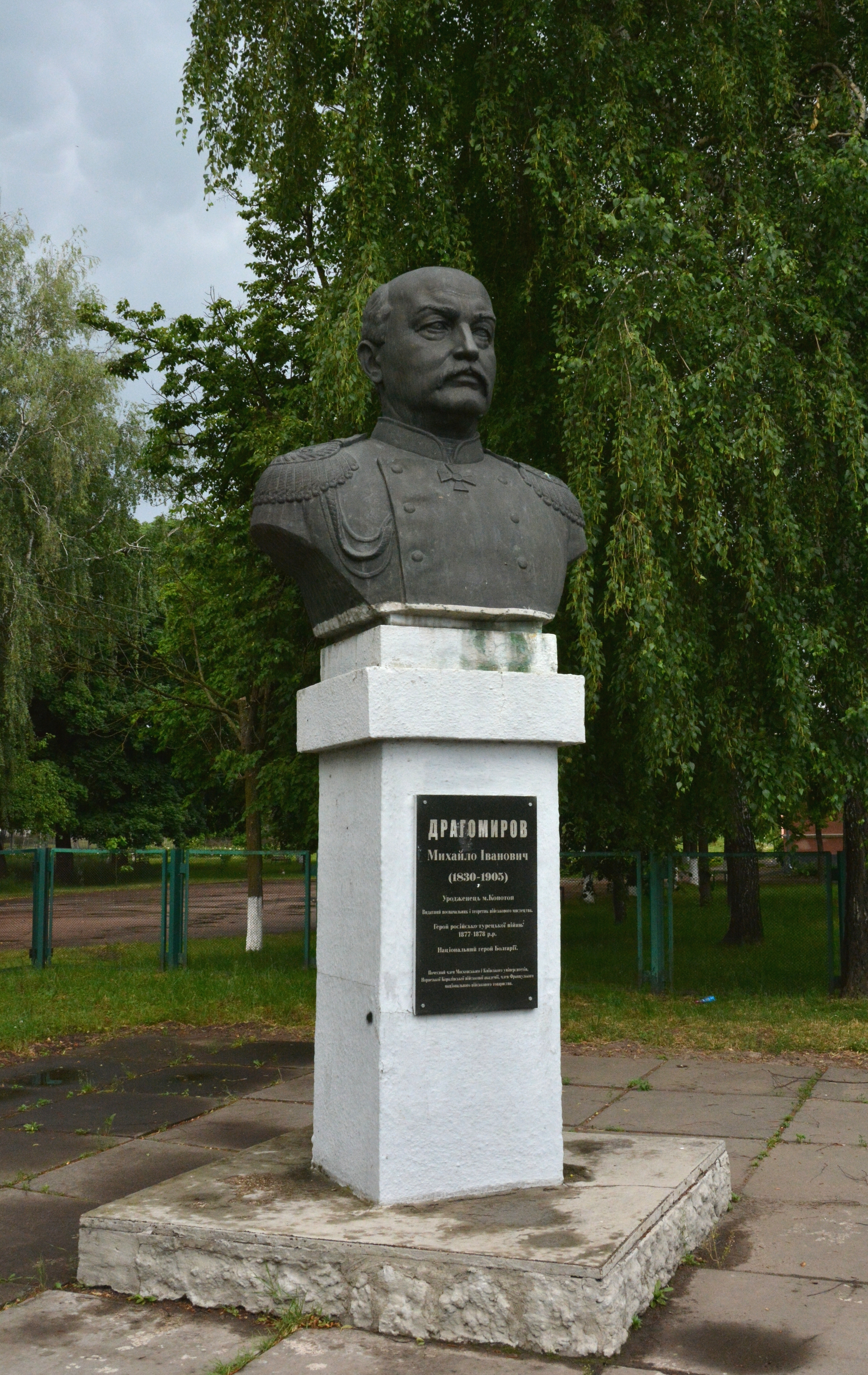
Son buste à Konotop, classé.

Mikhaïl Ivanovich Dragojmiroff meurt le 15 octobre 1905 (28 octobre dans le calendrier grégorien), sa maison de Konotop devint un musée.
Ses deux fils sont également militaires :
- Lieutenant-général Vladimir Mikhaïlovitch Dragomirov (1862-1928)
- Général d'infanterie Abraham Mikhaïlovitch Dragomirov (1868-1955)

## Idées
Ses œuvres militaires majeures furent principalement traduites en français, et ses écrits occasionnels, qui s'étendent sur presque un demi-siècle, furent publiés surtout dans le Voienni Sbornik et le Razvedschik ; ses articles plus tardifs dans cette dernière publication furent, comme les ordres généraux qu'il adressa à ses propres troupes, étudiés attentivement dans toute l'armée russe. Sa critique de Guerre et Paix de Léon Tolstoï attira une attention encore plus large.
Dragomirov était, en tactique formelle, à la tête de l'école orthodoxe. Son conservatisme n'était pas, cependant, le fruit de l'habitude et de l'entraînement précoce, mais celui du raisonnement délibéré et d'un choix. Son modèle était, comme il l'admit pendant la guerre de 1866, l'infanterie britannique pendant la guerre d'indépendance espagnole, mais il chercha à atteindre l'idéal, non par les méthodes de répression qui révoltaient les tacticiens avancés, mais au moyen d'une efficacité rigoureuse du soldat individuel et dans les plus petites unités. Il inculqua l'offensive à tout prix, et la combinaison du feu écrasant à courte portée et de la charge à la baïonnette. Il poussa les idées de Souvorov au maximum, et beaucoup pensaient qu'il les poussait à un extrême théorique inatteignable en pratique.
Ses critiques, cependant, ne se rendaient pas toujours compte que Dragomirov dépendait, pour l'efficacité dont son unité avait besoin, de la capacité de son chef, et qu'une partie essentielle de la disciple du sacrifice de soi qu'il exigeait de ses officiers était le pouvoir d'assumer sa responsabilité. Les détails de son brillant accomplissement de Zimnitsa suffisent à donner une idée claire de la personnalité de Dragomirov et de la façon dont ses méthodes d'entraînement conduisaient au succès.

## Œuvres
- Manuel pour la préparation des troupes au combat, Paris, L. Baudoin, 1888.
- Principes essentiels pour la conduite de la guerre - Clausewitz, Paris, L. Baudoin, 1889, Texte en ligne
- Discipline, subordination marques extérieures de respect. Réponse à un Civil., Paris, L. Baudoin, 1894.
- Guerre et Paix » de Tolstoï au point de vue militaire, Paris, L. Baudoin, 1896 ; réédition Astrée, Paris, 2015.
- (ru)  (1867) Esquisses de la guerre austro-prussienne de 1866 (Очерки австро-прусской войны в 1866 году) sur Runivers.ru (en) au format DjVu
- (ru) (1861) Bataille de Solferino. (avec deux plans) (Сольферинская битва. (с двумя планами)) sur Runivers.ru (en) au format DjVu